# Cesare Fracassini

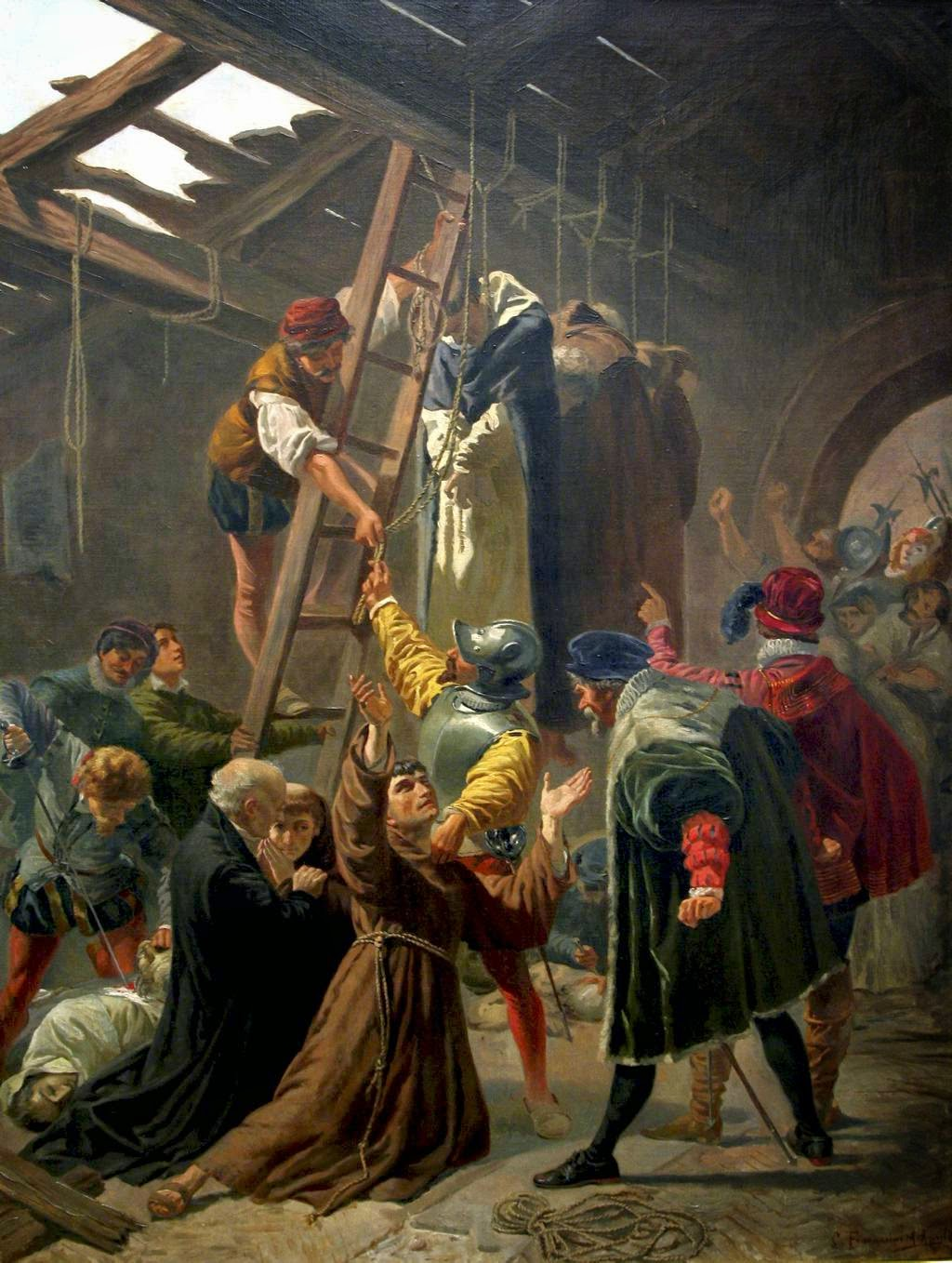
Los Mártires de Gorcum, ahora en los Museos Vaticanos

Cesare Fracassini (o Fracassi) (18 de diciembre de 1838 – 13 de diciembre de 1868) fue un pintor italiano, principalmente de temas mitológicos o religiosos.
Nació en Roma, y estudió allí pintura con Tommaso Minardi antes de matricularse en la Accademia di San Luca, donde ejecutó varios frescos para la Basílica de San Lorenzo Extramuros. Vivió junto con el pintor Cesare Mariani durante su juventud. Colaboró u obtuvo comisiones con su amigo Paolo Mei, así como sus compañeros Guillermo de Sanctis y Bernardo Celentano. Murió en 1868. Uno de sus más importantes de sus pinturas es Los Mártires de Gorcum, pintado para una ceremonia de beatificación en Roma.
En 1857, fue galardonado con el primer premio en el Concurso Clementino. Pintó San Jerónimo para la iglesia de Basílica de San Sebastián de las Catacumbas. También pintó Dafne y Cloe para una exposición en Florencia. Pintó la cortina o sipario para el Teatro Argentina de Roma, Numa toma el consejo de la Ninfa Egeria. Pintó un lienzo de Apolo y Faeton con el carro Solar, entre otros, para el teatro, y también pintó un sipario para el teatro de la ciudad de Orvieto. También fue el encargado de pintar una serie de lienzos para la decoración de la Basílica de San Lorenzo Extramuros.